# Drienovec
Drienovec (in ungherese Somodi) è un comune della Slovacchia facente parte del distretto di Košice-okolie, nella regione di Košice.